# 太田優姫
太田 優姫（おおた ゆうき）は、日本の漫画家、イラストレーター。北海道芸術デザイン専門学校イラストレーション専攻卒業。第14回スクウェア・エニックスマンガ大賞ヤングコミック部門入選。受賞作「はるのひかり」でデビュー。2013年より母校の北海道芸術デザイン専門学校にて講師も務める。

## 主な作品

### 漫画：連載
- イヴの時間（『ヤングガンガン』2010年5号 - 2012年6号連載 単行本全3巻、原作：吉浦康裕）
- 銀河ロケットにお葉書ください（『月刊ビッグガンガン』2015年5月号 - 2016年9月号連載 単行本全2巻、原案・脚本：太田垣康男）

### 漫画：読み切り
- はるのひかり（『ヤングガンガン』2009年13号）
- 僕のきらいな先輩（『増刊ヤングガンガン』Vol.07）
- 不思議の国のタクト アンソロジー（『STAR DRIVER 輝きのタクト アンソロジー』）
- 革命機ヴァルヴレイヴ アンソロジー（『革命機ヴァルヴレイヴ アンソロジー』）

### イラストレーション
- デュラララ!!アンソロジーコミック『デュララブ!!』中表紙イラスト (Gファンタジーコミックススーパー)
- Cell The Rough Butchの楽曲「里帰り」ミュージックビデオ　キャラクターデザイン
- Cell The Rough Butchのアルバム「メモリーダストep」ＣＤジャケット　イラストレーション